# Börtingtjärnen (Sorsele socken, Lappland)
Börtingtjärnen är en sjö i Sorsele kommun i Lappland och ingår i Umeälvens huvudavrinningsområde. Sjöns area är 0,04 kvadratkilometer och den är belägen 494 meter över havet.